# Rudi Glöckner

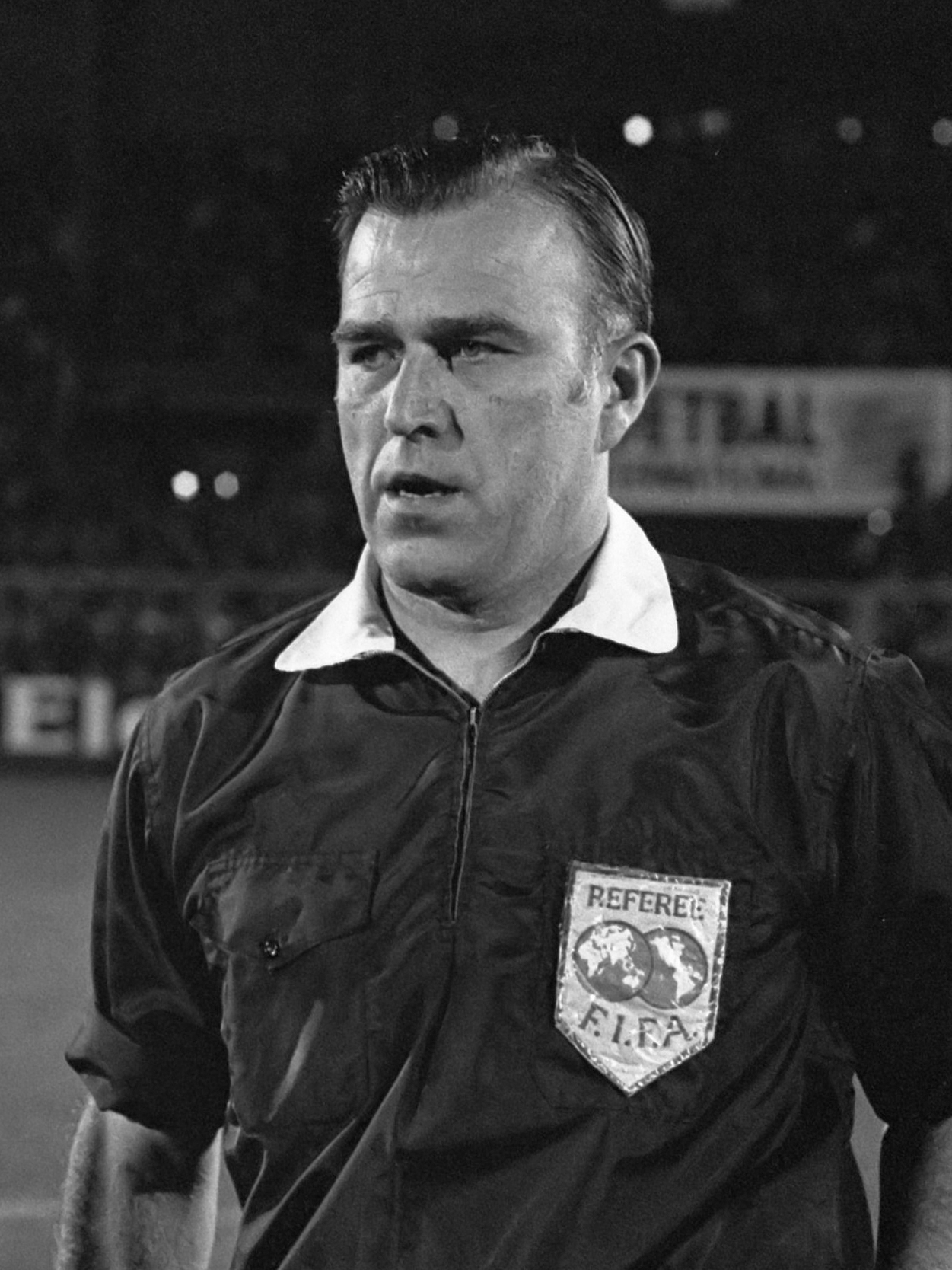
Rudi Glöckner (1973)

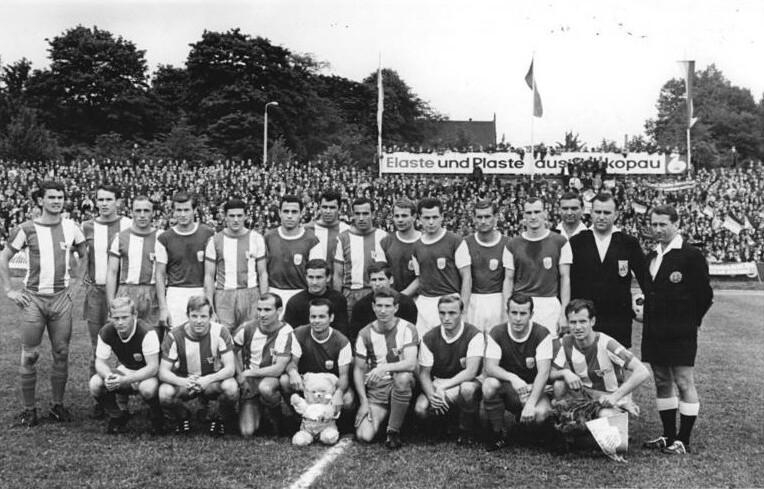
FIFA-Schiedsrichter Rudi Glöckner am 9. Juni 1968 beim FDGB-Pokal-Finale 1. FC Union Berlin – FC Carl Zeiss Jena, stehend 2.v.r.

Rudolf „Rudi“ Glöckner (* 20. März 1929 in Markranstädt; † 25. Januar 1999 ebenda) war ein deutscher Fußballschiedsrichter. Er leitete bei der Fußball-Weltmeisterschaft 1970 als bislang einziger Deutscher ein WM-Endspiel.

## Sportlicher Werdegang
Glöckner war als Fußballspieler zunächst bei Stahl Markranstädt und nach beruflich bedingtem Umzug bei Rotation Leipzig aktiv. 1952 legte er die Schiedsrichterprüfung ab und leitete 1953 sein erstes Spiel: die Bezirksligabegegnung zwischen Polygraph West und Motor Stötteritz. Seine Leistungen führten ihn bis in die höchste Spielklasse, die DDR-Oberliga, in der er zwischen 1959 und 1977 für seinen Heimatverein Motor Markranstädt in insgesamt 230 Spielen als Schiedsrichter zum Einsatz kam. Viermal leitete er das Endspiel um den FDGB-Pokal (1963, 1968, 1971 und 1974).
International kam Glöckner erstmals bei den Olympischen Spielen 1964 in Tokio zum Einsatz, wo er die Begegnung zwischen Brasilien und der Vereinigten Arabischen Republik leitete. Im November 1966 leitete er erstmals mit dem Aufeinandertreffen der Niederlande und der Tschechoslowakei ein offizielles A-Länderspiel. Bei der 1:2-Heimniederlage der „Elftal“ verwies er den daraufhin für ein Jahr gesperrten Johan Cruyff aufgrund einer Beleidigung des Feldes.
Als Vertreter des Deutschen Fußball-Verbands, des Fußballverbands der DDR, leitete er am 21. Juni 1970 vor 107.000 Zuschauern das Finale der Fußball-Weltmeisterschaft in Mexiko zwischen Brasilien und  Italien (4:1). Er war damit der erste und bislang einzige Deutsche, der das Endspiel einer Weltmeisterschaft pfiff. Da die brasilianische Delegation keinen der namhaften europäischen Unparteiischen akzeptierte und die italienische Nationalmannschaft keinen südamerikanischen Schiedsrichter wünschte, beauftragte FIFA-Präsident Stanley Rous Glöckner mit der Leitung des Endspiels. Für Rudi Glöckner war das Finale erst das fünfte Länderspiel, das er leitete. Die mexikanische Tageszeitung El Heraldo urteilte später: „Der DDR-Unparteiische amtierte im Stile eines Klassemannes.“ Andere Stimmen übten allerdings auch Kritik an Glöckners Leistung, insbesondere an einer abgepfiffenen Torchance Pelés.
Am 26. August 1970 leitete Glöckner in Buenos Aires das Hinspiel der Endspiele um den Weltpokal zwischen Estudiantes de la Plata und Feyenoord Rotterdam (2:2), bei dem Kurt Tschenscher – Schiedsrichter des Eröffnungsspiels bei der vorangegangenen WM – ihm als Linienrichter assistierte, sowie am 3. Juni 1971 in Leeds das Rückspiel der Endspiele um den Messe-Pokal zwischen Leeds United und Juventus Turin (1:1). 
Im darauffolgenden Jahr kam Glöckner während der Europameisterschaft 1972 in Belgien zum Einsatz. Am 16. Januar 1974 pfiff Glöckner das UEFA-Super-Cup-Finale zwischen Ajax Amsterdam und dem AC Mailand in Amsterdam (6:0), in demselben Jahr wurde er außerdem in Spielen der Weltmeisterschaft 1974 eingesetzt. Am 19. Mai 1976 folgte schließlich das Rückspiel der Endspiele um den UEFA-Pokal zwischen dem FC Brügge und dem FC Liverpool (1:1) im belgischen Brügge. Er gehört damit zu den wenigen Schiedsrichtern, die als Referee bei zwei Endspielen in demselben internationalen Wettbewerb fungierten und ist der deutsche Schiedsrichter mit den meisten internationalen Endspielen.
Insgesamt leitete Glöckner als FIFA-Schiedsrichter für die DDR insgesamt 107 internationale Spiele, davon 24 A-Länderspiele.
Nach dem Ende seiner Schiedsrichterlaufbahn blieb Rudi Glöckner dem Sport als Organisator von Fußballturnieren und als Funktionär in verschiedenen Schiedsrichterkommissionen verbunden, darunter der der UEFA und des DFB sowie der des NOFV, der er auch vorstand.

## Privatleben
Rudi Glöckner war gelernter Verwaltungskaufmann.